# Halling (dans)

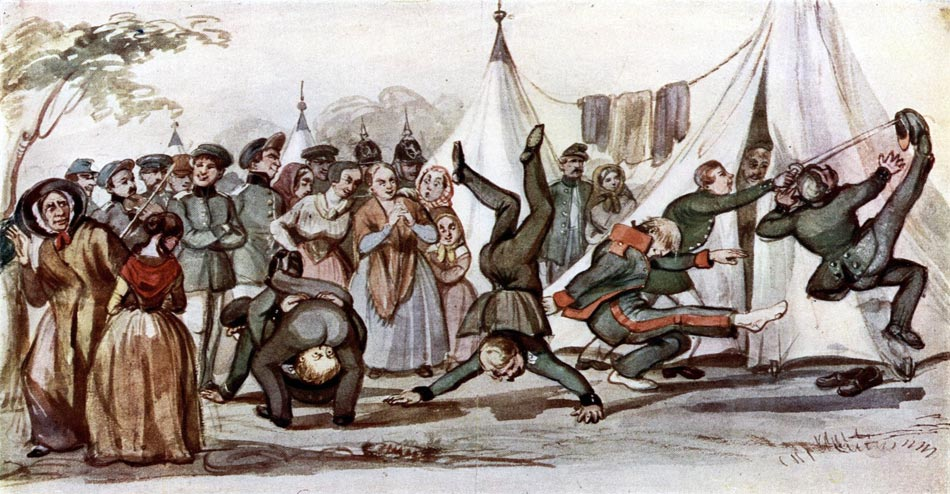
Norska soldater som dansar halling i Malmö i 1848.

Halling är en västskandinavisk folkdans i 2/4-takt eller ibland 6/8-takt. Den antas vanligen härstamma från Hallingdalen i Norge, möjligen under inflytande av den besläktade reel från Skottland och Irland, och  antas ursprungligen ha ackompanjerats av hardangerfiol eller trumma, men källäget är osäkert. I Norge kallas den även lausdans, eismal och liknande. Den har dansats allmänt i Norge och även i svenska gränstrakter som västra Värmland och Dalarna. Halling är en solodans, vanligen manlig, men kan också dansas av två eller flera män i en slags tävlan, och är mycket rörlig och akrobatisk. Dansen avslutas vanligen med ett så kallat hallingkast där dansaren försöker nå takbjälken, eller ett föremål med ena foten.